# Аборты на Сент-Китсе и Невисе
Закон об абортах в Сент-Китс и Невис, стране в Вест-Индии и члене Содружества Наций, основан на британском законодательстве. Аборт разрешён в случаях, когда беременность угрожает жизни женщины.

## Законы
Закон об абортах в Сент-Китс и Невис, как и во многих других странах-членах Содружества, основан на британском Законе о преступлениях против личности 1861 года. Аборт рассматривается в Части IX Закона Сент-Китс и Невис о преступлениях против личности, в разделах 53 и 54, в которых говорится, что любая женщина, незаконно пытающаяся сделать аборт, виновна в совершении тяжкого преступления и может быть приговорена к тюремному заключению на срок до десяти лет с каторжными работами или без них. Третье лицо, которое проводит незаконный аборт, подлежит такому же наказанию, в то время как поставщик инструмента или вещества, зная, что оно будет использовано для незаконного аборта, виновен в правонарушении и ему грозит наказание в виде лишения свободы на срок до двух лет.
Закон о младенческой жизни (сохранении), который был адаптирован из британского закона о младенческой жизни (сохранении) 1929 года, разрешает аборт на любой стадии беременности, если процедура выполняется «добросовестно только с целью сохранения жизни матери». В нём говорится, что лицо, которое делает аборт после 28 недель беременности, виновно в «уничтожении ребенка», уголовном преступлении и наказывается пожизненным заключением с каторжными работами или без таковых. Сент-Китс и Невис также следует прецедентам, установленным в британском законе об абортах, таким как Рекс против Борна (1938 год), в котором суд постановил, что аборт, сделанный подростку — жертве изнасилования, является законным, поскольку он предотвратил вред физическому и психическому здоровью жертвы.

## Доступ к услугам по прерыванию беременности
Трёхлетнее исследование практики абортов на северо-востоке Карибского бассейна, опубликованное в 2005 году, показало, что женщины из Сент-Китс и Невис, которые хотят сделать аборт, часто едут в близлежащие страны Карибского бассейна, чтобы остаться анонимными.